# Calientes
Calientes è una sitcom nata nel 2000 e trasmessa in Argentina su Canal 13. Ha come protagonisti Mauricio Dayub e Andrea Politti